# 핵산 메소드
핵산 메소드(Nucleic acid Method)는 DNA와 RNA와 같은 핵산을 연구하는 데 사용되는 기술이다.

## 정제
- DNA 추출
- 페놀-클로로포름 추출
- 미니 컬럼 정제
- RNA 추출
- 붐 메소드 (Boom method)
- 동시 항력 계수 (Synchronous coefficient of drag alteration, SCODA) DNA 정제

## 정량
- 분광기를 이용한 핵산 정량 (풍부한 양의 핵산)
- 실시간 중합효소연쇄반응 (qPCR)
- DNA 마이크로어레이
- 유전자 발현의 연속 분석 (SAGE)
- 젤 전기 영동 (크기에 따라 정량)

## 합성
- 신생 합성 (올리고 뉴클레오타이드 합성)
- 증폭 (중합효소 연쇄 반응, PCR)

## 동력학
- 다중 매개변수 표면 플라즈몬 공명[1][2]
- 이중 편광 간섭계[3]

## 유전자 기능
- RNA 간섭[4]

## 기타 메소드
- Bisulfite Sequencing
- DNA 시퀀싱
- 발현 복제
- 형광 혼성 (in situ)
- 랩온어칩
- 핵산 시뮬레이션 소프트웨어 비교
- 노던 블랏
- 핵 실행 분석 (Nuclear run-on assay)
- 생명과학에서의 방사능
- 서던 블랏
- 차등 원심분리
- 토프린팅 분석